# Sean Johnson
Sean Everet Johnson (Lilburn, 31 maggio 1989) è un calciatore statunitense, portiere del Toronto FC e della nazionale statunitense.

## Caratteristiche tecniche
Gioca come portiere, ben strutturato fisicamente e risulta abile tra i pali.
Nel corso della sua carriera, nei momenti decisivi, si dimostra un para rigori affidabile.

## Carriera
Giovanili e gli inizi
La sua carriera parte nelle giovanili degli Ucf Knights nel 2007 e successivamente con la maglia dell'Atlanta nel 2009.
Chicago Fire
Il 14 gennaio 2010 viene ingaggiato dai Chicago Fire, tramite il quarto giro dei super draft, un evento che si disputa a gennaio per l'Mls dove ogni squadra può selezionare dei giocatori e avviare delle trattative. Il 1º agosto 2010 fa il suo debutto in Mls nella vittoria in trasferta contro i Los Angeles Galaxy terminata sul 2-3 finale. Nel corso della stagione vince 3 premi per la miglior parata della settimana di Mls.
Si impone come titolare tra i pali, nella stagione 2012/2013 colleziona 28 presenze con 7 reti inviolate mentre nel corso dell'annata successiva migliora il suo bottino con 31 apparizioni e 5 reti inviolate.
Il 7 settembre 2013 neutralizza un rigore calciato da Daniel Osvaldo, nella partita vinta dai Chicago Fire contro i Seattle Sounders per 2-1. La stagione 2014/2015 segna il suo exploit con 33 presenze totali, 96 parate e 6 reti inviolate tra cui un rigore parato su Chris Tierney dei New England Revolution all'85' minuto di gioco, risultando decisivo per il risultato finale. Viene nominato mvp dei Chicago Fire e vince il premio di difensore dell'anno.
Le ultime stagioni risultano le più complicate a causa di qualche infortunio, al termine del 2016 il portiere saluta il club americano con 191 presenze totali e 41 reti inviolate.
New York City
Il 12 dicembre 2016 viene ingaggiato dal New York City. Da qui continua la sua crescita di stagione in stagione, fino all'arrivo del primo trofeo con una squadra di club in carriera. Nel corso della stagione 2021 trionfa in Mls, grazie a due rigori parati contro il Portland, vincendo il premio di mvp della finale. Successivamente trionfa anche in Campeones Cup nel 2022, una competizione tra squadre del campionato americano e della liga messicana. Saluta il club dopo 6 stagioni da protagonista, un totale di 206 gare disputate con 60 reti inviolate.
Toronto
Il 27 gennaio 2023, rimasto svincolato, viene ingaggiato dal Toronto FC. Dopo una stagione positiva seguita da 23 presenze e 6 reti inviolate, prolunga ulteriormente fino al 31 dicembre 2025, con opzione alla società americana per aggiungere un anno di contratto.

## Statistiche

### Presenze e reti nei club
Statistiche aggiornate al 3 maggio 2025.
| Stagione             | Squadra              | Campionato           | Campionato | Campionato | Coppe nazionali | Coppe nazionali | Coppe nazionali | Coppe continentali | Coppe continentali | Coppe continentali | Altre coppe | Altre coppe | Altre coppe | Totale | Totale |
| Stagione             | Squadra              | Comp                 | Pres       | Reti       | Comp            | Pres            | Reti            | Comp               | Pres               | Reti               | Comp        | Pres        | Reti        | Pres   | Reti   |
| -------------------- | -------------------- | -------------------- | ---------- | ---------- | --------------- | --------------- | --------------- | ------------------ | ------------------ | ------------------ | ----------- | ----------- | ----------- | ------ | ------ |
| 2010                 | Chicago Fire         | MLS                  | 13         | -17        | USOC            | 1               | -0              | SL                 | 2                  | -1                 | -           | -           | -           | 16     | -18    |
| 2011                 | Chicago Fire         | MLS                  | 28         | -37        | USOC            | 4               | -3              | -                  | -                  | -                  | -           | -           | -           | 32     | -40    |
| 2012                 | Chicago Fire         | MLS                  | 31+1       | -38 + -2   | -               | -               | -               | -                  | -                  | -                  | -           | -           | -           | 32     | -40    |
| 2013                 | Chicago Fire         | MLS                  | 28         | -39        | USOC            | 3               | -4              | -                  | -                  | -                  | -           | -           | -           | 31     | -43    |
| 2014                 | Chicago Fire         | MLS                  | 33         | -49        | USOC            | 1               | -6              | -                  | -                  | -                  | -           | -           | -           | 34     | -55    |
| 2015                 | Chicago Fire         | MLS                  | 21         | -32        | USOC            | 3               | -2              | -                  | -                  | -                  | -           | -           | -           | 24     | -34    |
| 2016                 | Chicago Fire         | MLS                  | 22         | -37        | USOC            | 0               | -0              | -                  | -                  | -                  | -           | -           | -           | 22     | -37    |
| Totale Chicago Fire  | Totale Chicago Fire  | Totale Chicago Fire  | 176+1      | -249 + -2  |                 | 12              | -15             |                    | 2                  | -1                 |             |             |             | 191    | -267   |
| 2017                 | New York City        | MLS                  | 32         | -39        | USOC            | 1               | -1              | -                  | -                  | -                  | -           | -           | -           | 33     | -39    |
| 2018                 | New York City        | MLS                  | 32+3       | -41 + -5   | USOC            | -               | -               | -                  | -                  | -                  | -           | -           | -           | 35     | -46    |
| 2019                 | New York City        | MLS                  | 29+1       | -36 + -2   | USOC            | -               | -               | -                  | -                  | -                  | -           | -           | -           | 30     | -38    |
| 2020                 | New York City        | MLS                  | 20+1       | -21 + -1   |                 | -               | -               | CCL                | 3                  | -4                 | MisB        | 5           | -8          | 29     | -34    |
| 2021                 | New York City        | MLS                  | 29+4       | -31 + -4   |                 | -               | -               | LC                 | 1                  | -1                 |             | -           | -           | 34     | -36    |
| 2022                 | New York City        | MLS                  | 34+3       | -41 + -4   | USOC            | 0               | 0               | LC                 | 6                  | -9                 |             | -           | -           | 43     | -54    |
| Totale New York City | Totale New York City | Totale New York City | 176+12     | -209 + -16 |                 | 1               | -1              |                    | 10                 | -14                |             | 5           | -8          | 204    | -248   |
| 2023                 | Toronto FC           | MLS                  | -          | -          | USOC            | -               | -               |                    | -                  | -                  |             | -           | -           | -      | -      |
| Totale carriera      | Totale carriera      | Totale carriera      | 352 + 13   | -451 + -19 |                 | 13              | -16             |                    | 12                 | -15                |             | 5           | -8          | 395    | -516   |

### Cronologia presenze e reti in nazionale
| Cronologia completa delle presenze e delle reti in nazionale ― Stati Uniti | Cronologia completa delle presenze e delle reti in nazionale ― Stati Uniti | Cronologia completa delle presenze e delle reti in nazionale ― Stati Uniti | Cronologia completa delle presenze e delle reti in nazionale ― Stati Uniti | Cronologia completa delle presenze e delle reti in nazionale ― Stati Uniti | Cronologia completa delle presenze e delle reti in nazionale ― Stati Uniti | Cronologia completa delle presenze e delle reti in nazionale ― Stati Uniti | Cronologia completa delle presenze e delle reti in nazionale ― Stati Uniti |
| Data                                                                       | Città                                                                      | In casa                                                                    | Risultato                                                                  | Ospiti                                                                     | Competizione                                                               | Reti                                                                       | Note                                                                       |
| -------------------------------------------------------------------------- | -------------------------------------------------------------------------- | -------------------------------------------------------------------------- | -------------------------------------------------------------------------- | -------------------------------------------------------------------------- | -------------------------------------------------------------------------- | -------------------------------------------------------------------------- | -------------------------------------------------------------------------- |
| 22-1-2011                                                                  | Los Angeles                                                                | Stati Uniti                                                                | 1 – 1                                                                      | Cile                                                                       | Amichevole                                                                 | -1                                                                         | 46’                                                                        |
| 26-1-2012                                                                  | Panama                                                                     | Panama                                                                     | 0 – 1                                                                      | Stati Uniti                                                                | Amichevole                                                                 | -                                                                          | 46’                                                                        |
| 29-1-2013                                                                  | Houston                                                                    | Stati Uniti                                                                | 0 – 0                                                                      | Canada                                                                     | Amichevole                                                                 | -                                                                          |                                                                            |
| 16-7-2013                                                                  | East Rutherford                                                            | Stati Uniti                                                                | 1 – 0                                                                      | Costa Rica                                                                 | Gold Cup 2013 - 1º turno                                                   | -                                                                          |                                                                            |
| 8-2-2015                                                                   | New Orleans                                                                | Stati Uniti                                                                | 2 – 0                                                                      | Panama                                                                     | Amichevole                                                                 | -                                                                          | 46’                                                                        |
| 28-1-2019                                                                  | Phoenix                                                                    | Stati Uniti                                                                | 3 – 0                                                                      | Panama                                                                     | Amichevole                                                                 | -                                                                          | 74’                                                                        |
| 22-3-2019                                                                  | Orlando                                                                    | Stati Uniti                                                                | 1 – 0                                                                      | Ecuador                                                                    | Amichevole                                                                 | -                                                                          |                                                                            |
| 27-6-2019                                                                  | Houston                                                                    | Panama                                                                     | 0 – 1                                                                      | Stati Uniti                                                                | Gold Cup 2019 - 1º turno                                                   | -                                                                          |                                                                            |
| 1-2-2020                                                                   | Los Angeles                                                                | Stati Uniti                                                                | 1 – 0                                                                      | Costa Rica                                                                 | Amichevole                                                                 | -                                                                          | 76’                                                                        |
| 5-6-2022                                                                   | Kansas City                                                                | Stati Uniti                                                                | 0 – 0                                                                      | Uruguay                                                                    | Amichevole                                                                 | -                                                                          |                                                                            |
| 29-1-2023                                                                  | Carson                                                                     | Stati Uniti                                                                | 0 – 0                                                                      | Colombia                                                                   | Amichevole                                                                 | -                                                                          |                                                                            |
| 19-4-2023                                                                  | Glendale                                                                   | Stati Uniti                                                                | 1 – 1                                                                      | Messico                                                                    | Amichevole                                                                 | -1                                                                         |                                                                            |
| 28-6-2023                                                                  | Saint Louis                                                                | Saint Kitts e Nevis                                                        | 0 – 6                                                                      | Stati Uniti                                                                | Gold Cup 2023 - 1º turno                                                   | -                                                                          | Cap.                                                                       |
| Totale                                                                     |                                                                            | Presenze                                                                   | 13                                                                         |                                                                            | Reti                                                                       | -2                                                                         |                                                                            |

## Palmarès

### Club
- Campionato MLS: 1

New York City: 2021

### Nazionale
- Gold Cup: 3

Stati Uniti 2013, Stati Uniti 2017, Stati Uniti 2021
- CONCACAF Nations League: 1

2022-2023